# Пуспун Коласийски
Пуспун Коласийски е български духовник, епископ на Кюстендил(Коласия, Баня).
Пуспун Коласийски е известен от текста на една приписка в църковна книга, ползвана в църквите „Свети Никола“, „Света Петка“ и Свето Благовещение" на кюстендилското село Слокощица. В приписката се казва че книгата е подновена „... през 1644 г. в село Ослокощица ... при архиерея Пуспун ... и при архиепископа кир Ананий, владика бивши Бански...“.